# Nafissatou Yekini

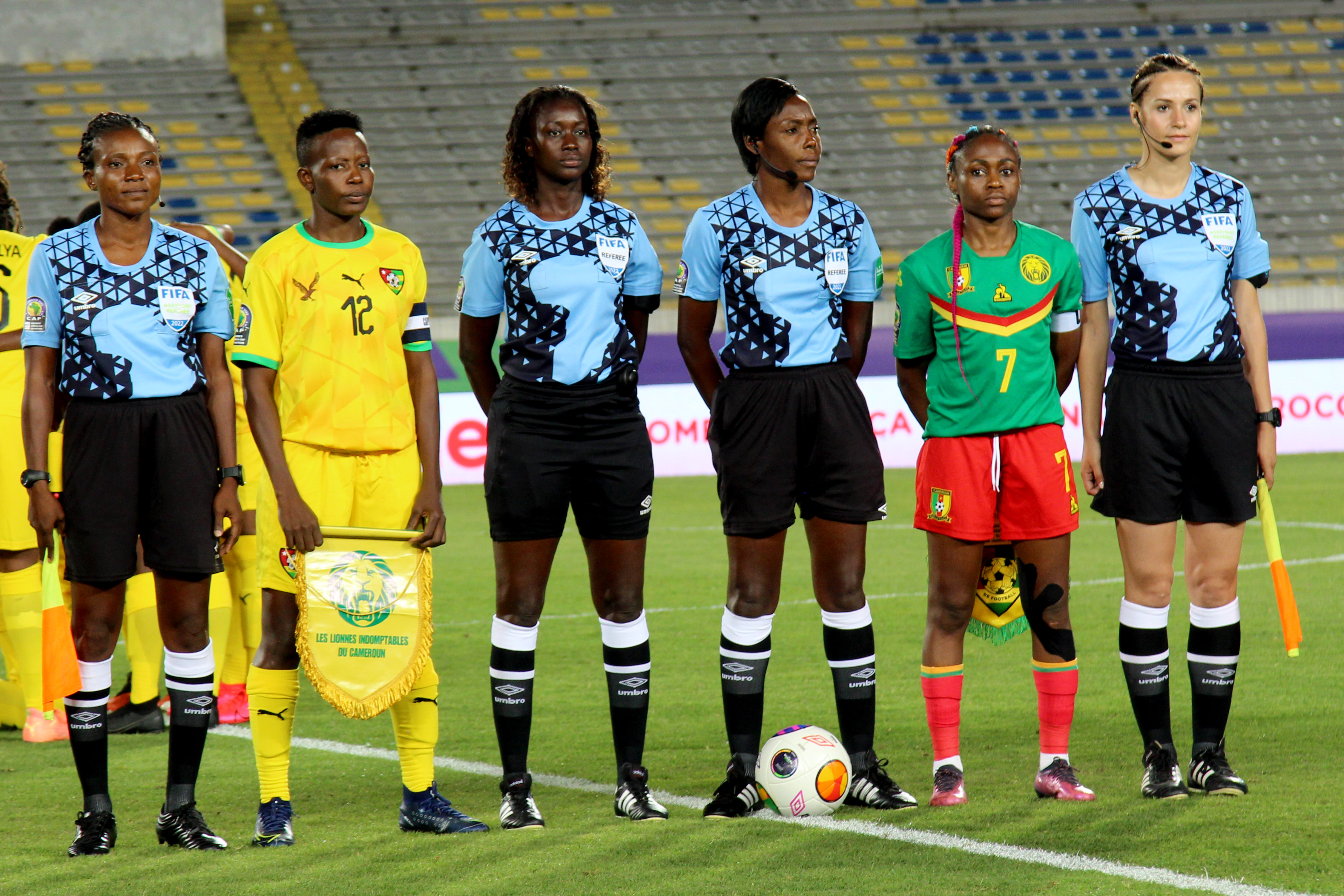
Nafissatou Yekini (links)

Nafissatou Yekini Shitou (* im 20. Jahrhundert) ist eine beninische Fußballschiedsrichterassistentin.
Seit 2013 steht Yekini auf der Liste der FIFA-Schiedsrichter und ist an der Spielleitung internationaler Fußballpartien beteiligt, unter anderem in der CAF Women’s Champions League.
Yekini war Schiedsrichterassistentin beim Afrika-Cup 2022 in Marokko.